# Progetto sinergia
Progetto sinergia è il secondo album da solista del rocker italiano Pino Scotto, pubblicato nel 1994.

## Tracce
Testi di Norman Zoia, musiche di Giulio Kaliandro, Antonio Aiazzi, Luigi Schiavone, Fabrizio Palermo (in tutti i brani tranne Whola lotta Rosie)
1. Rock e i suoi fratelli (versione radio)
2. Leonka
3. Mr. Money
4. Predatori della notte
5. Whola lotta Rosie
6. Rock e i suoi fratelli (versione originale)

## Formazione
- Pino Scotto - voce
- Luigi Schiavone - chitarra
- Lio Mascheroni - batteria
- Fabrizio Palermo - basso
- Antonio Aiazzi - tastiera